# سليمان باشا الكبير
سليمان الكبير أحد ولاة العراق، وكان من المماليك، وكان من عتقاء محمد بك الدفتري الربيعي، واسمه سليمان آغا وولد في عام 1137هـ/ 1724م، وصار متسلمًا للبصرة ثم نقل واليا على بغداد عام 1194هـ /1780م، وعرف بعد توليه ولاية بغداد باسم سليمان الكبير.
ولقد تولى ولاية البصرة عندما كانت البصرة محاصرة في عام 1775م، وقاوم قوات كريم خان زند لمدة سنة ونصف حتى سقوطها بيد الفرس. وأخذ أسيرا إلى شيراز حتى وفاة كريم زند في عام 1193هـ /1779م، فأطلق سراحه وعاد إلى بغداد، فأخذ يكاتب السلطان العثماني لغرض توليه الحكم وقد تم له ما أراد إذ صدر فرمان من السلطان العثماني بتوليه شؤون ولاية بغداد وقد عرف عصره باسم العصر الذهبي لدولة المماليك في العراق.
وبدأ حكم سليمان الكبير بالقضاء على ثورة محمد العجمي في نواحي مدينة ديالى. واستطاع القضاء على تمرد عشائر الخزاعل في منطقة الفرات الأوسط. وفي عام 1196هـ/ 1782م توجه سليمان الكبير إلى مناطق كردستان للقضاء على التمرد الكردي الذي قاده هناك متصرفها محمود بابان الذي التجأ إلى بلاد فارس. وعين سليمان الكبير مكانه إبراهيم بابان. وفي سنة 1786 عم قحط شديد على مدن العراق فعمت المجاعة وانتشرت الأمراض فأدى هذا إلى نشوب ثورة عارمة في بغداد ولكن سليمان الكبير استطاع القضاء على هذه الثورة وصلب بعضا من رؤساءها وسجن آخرين. وقضى على تمرد متسلم البصرة في سنة 1788م. وفي أواخر سنوات حكم سليمان الكبير بدأت هجمات الوهابيون وكانوا يغيرون على تخوم العراق، فكلف بمحاربتهم، فأرسل حملتين لمحاربة آل سعود في الأحساء عام 1217هـ/ 1802م، وأرسل حملة ثالثة ضدهم في منطقة القصيم.

## متسلمية البصرة
شغل سليمان آغا منصب ولاية البصرة عدة مرات خلال الفترة من 1763 و 1776. وقد عرف خلال ولايته تلك بإصلاحاته الإدارية الواسعة، ودفاعه الصلب عن المدينة ضد غارات الفرس والإعراب المتاخمين للولاية، وقد ضرب البصرة سنة 1188هـ/1774م الطاعون المسمى أبو جفجير، وقتل فيه عدد كبير من رجلات البصرة منهم الشيخ «أحمد باش أعيان» صاحب «اللطائف السنية في شرح المقامات الحريرية». وكان متسلم البصرة سليمان آغا قد احتاط للأمر وعمل بنفسه على عزل المناطق الموبوءة وعرض حياته للموت في سبيل حصر المرض. وكان هو أول من أظهر فكرة مقاومة الطاعون بأكل الثوم، حيث طرحت حكومته كميات كبيرة من الثوم وشكلت لجانًا ومعها الجندرمة لتطعيم الأهالي إجباريًا بأكل الثوم الطازج، وقد نجحت طريقته. كما وأن هذا الوالي أول من اكتشف أن التمر لا يحمل مرض الطاعون وأن المادة السكرية التي فيه تقتل مكروبه.

## أعماله ومنجزاته
تولى سليمان باشا ولاية بغداد في عام 1194هـ /1780م، وكانت لهُ إنجازات عديدة ومنها تعمير سور بغداد، وشيد مبنى سراي الحكومة، وعمر كثيرا من محلات بغداد، ونشر العدل وأستقر الناس وأطمأنت على مصالحها، ولقد حفر خندق شرق بغداد، وبنى المدرسة العلمية والمعروفة باسم المدرسة السليمانية في عام 1206هـ/1791م، وسميت باسمه، ولا تزال قائمة بجوار مبنى شرطة بغداد، وجعل مبنى المدرسة المستنصرية القديمة خانا لدائرة الكمرك وجعلها من أوقاف المدرسة السليمانية وكان هذا تجاوزا عليها، وكذلك باع أملاكا من أسواق المستنصرية وهي كانت وقف إلى ابن دانيال اليهودي، وهو الصراف الخاص به، وفي هذا ظلم وتجاوز، ولقد أصلح سليمان باشا جامع القبلانية وعمره، وكذلك جدد بناء جامع الفضل وجامع الخلفاء ووسع بناية المدرسة المرجانية وعمّرَ سوق السراجين، وبنى قصرا في منطقة العيواضية على شاطيء نهر دجلة، وكذلك بنى قلاعا حصينة في مدن الكوت والعمارة وبدرة ومندلي، وعمّرَ قصَبة الزبير، وأسوارها في ولاية البصرة، وذلك لحمايتها حيث في أيامه أبتدأت عشائر نجد الوهابية تتحرش بالعشائر العراقية وتشن عليها الهجمات، وكان يخاف ويحذر من تحركات الحاج سليمان بك الشاوي أمير قبيلة العبيد ويخشى تأثيره على شيوخ عشائر المنتفق (الناصرية حاليا) وقبائل خزاعة وغيرهم، ولقد أغتيل سليمان بك الشاوي في عهده عام 1209هـ/1794م.

وشيد سليمان باشا في جامع سوق الغزل ببغداد والمعروف بجامع الخلفاء مدرسة علمية يدرس فيها العلوم العقلية والنقلية وقد تصدر للتدريس فيها علماء بغداد وأعيانهم ومنهم الشيخ يحيى الوتري والشيخ عبد الله الموصلي ثم أبنه محمد افندي الموصلي، ثم زالت معالمها وهدمت عند بناء وفتح شارع الملكة عالية في عام 1957م، والمعروف بشارع الجمهورية حاليا.

## إرسال حملات ضد الوهابيين
في سنة 1208هـ/1797م أرسل الوزير سليمان باشا حملة عسكرية بقيادة الشيخ ثويني السعدون بعد أن أعاد إليه مشيخة المنتفق لصد الهجمات الوهابية ضد مدن وبوادي جنوب العراق العثماني وخصوصًا مراعي المنتفق. فبعد استفحال أمر الوهابيون بحيث شكلوا تهديدًا حقيقيًا، فاستغل ثويني تلك الفرصة وأعلن النفير العام، فاحتشدت عنده عربان المنتفق وأهل الزبير والبصرة، ثم أمد له الوالي بجيش التقى به في الجهرة. فتوجه ثويني بحملته جنوبًا نحو الأحساء، ولم يتوجه نحو الدرعية مباشرة كون الأحساء مركز تموين سهل للقوات. ومع هذا فإن حملة ثويني السعدون لم يقدر لها أن تحقق هدفها، لأنه لقي مصرعه على يد أحد عبيد بني خالد، قبل أن يقوم بأي عمل ناجح ضد القوات السعودية التي اتجهت صوب الأحساء. فاضطربت صفوف الحملة العراقية واضطرت إلى التراجع. فتعقبتها القوات السعودية وأخذت تطارد فلولها حتى حدود الكويت. واستولت على الكثير من معداتها ومدافعها وعتادها، وغنمت الكثير من الغنائم.
وبعد فشل تلك الحملة جهز الوالي حملة أخرى بقيادة زوج ابنته «علي باشا الكهية» لغزو الإحساء سنة 1798م، وكان هدفها السيطرة على الإحساء تمهيدًا للزحف نحو الدرعية، إلا أن الحملة فشلت في مهمتها بعد إقرار سلام هش بين الطرفين.

## عائلته
وكان لسليمان باشا الكبير زوجتان الأولى أسمها منورة خاتون، والثانية نابي خاتون، وكان له منهما ثلاث أبناء هم سعيد وصادق وصالح وأربعة بنات، ولقد تزوج أبنته سارة خاتون الوالي سليمان باشا الصغير، وإحدى بناته تزوجها الوالي علي باشا.

## وفاته
توفي سليمان باشا الكبير في بغداد عن عمر ناهز الثمانين عاما، حيث مرض وأشتد مرضه فاستدعى كبار المسؤولين وشاورهم في أمر ولاية بغداد من بعده، ثم عهد بولايتها إلى معاونه علي باشا وهو زوج أبنته، وأوصاهم بطاعته وأمتثال أمره وبذل لهم النصيحة، وتوفي ليلة السبت 8 ربيع الثاني 1217هـ/ 1802م، وأختلف أفراد حاشيته وأصهاره في موضع دفنه، واقترحوا أن يدفن في المدرسة السليمانية، ثم اتفق على دفنه مع الولاة السابقين في مقبرة مشهد أبي حنيفة، وشيّع بموكب رسمي، ودفن يوم السبت قبل صلاة الظهر في موقع كلية الشريعة الآن في مقبرة الخيزران عند قاعدة مئذنة جامع الإمام الأعظم، وأقيمت مجالس العزاء في مساجد بغداد، والحواضر العراقية، وخلف من بعده ثلاثة أبناء هم سعيد بك وصادق بك وصالح بك وأربعة بنات.